# Polystyrolstein

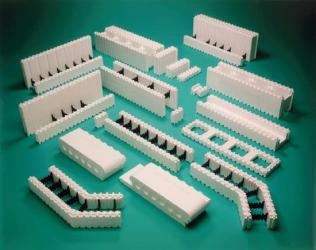
Polystyrolsteine der Firma Styro Stone

Polystyrolsteine (auch Styroporsteine) sind Formteile aus geschäumtem Polystyrol, die in der Regel aus 2 miteinander verbundenen Polystyrolplatten bestehen. Diese werden auf der Baustelle so zusammengesteckt, dass sie eine Schalung für Beton ergeben. Das Polystyrol bleibt als verlorene Schalung auf der fertigen Wand. Dies ermöglicht einen schnellen Bauablauf und erfordert nur wenig qualifizierte Arbeitskräfte.

## Geschichte
Polystyrolsteine wurden bereits in den 1950er Jahren (damaliger Name: Iglu-System) entwickelt, auf dem Markt traten sie aber erst Ende der 1960er Jahre in Erscheinung, vor allem in Deutschland. Anfang der 90er Jahre gab es einen gewissen Aufschwung für diese Bauweise vor allem in den Gebieten der ehemaligen DDR. Hier war das Material weniger mit Vorurteilen belastet als in den alten Ländern der Bundesrepublik Deutschland.
1994 gründeten in Nordamerika verschiedene Hersteller einen Verband der Hersteller von Polystyrolsteinen, den sie ICFA (Briten bevorzugen den Namen PIF) nannten. Der Marktanteil der Polystyrolstein-Industrie wuchs bis 2003 auf 6,5 %, vor allem durch massive Unterstützung der PCA (Portland Cement Association).
Der Marktanteil in Europa dürfte mangels Unterstützung durch die Zementindustrie im Jahre 2003 die 0,1 % immer noch nicht überschritten haben.

## Marken
- Styropor ist eine Markenbezeichnung der Mitgliedsfirmen des Industrieverbandes Hartschaum e.V.